# Гравець року ФІФА 1999
«Гравець року ФІФА» за підсумками 1999 року був оголошений 24 січня 2000 року на урочистому заході в палаці конгресу «Square – Brussels Meeting Centre» у Брюсселі. Це було дев'яте нагородження трофеєм «Гравець року ФІФА», започаткованого ФІФА у 1991 році. Лауреатом нагороди став бразильський атакувальний півзахисник «Барселони» Рівалдо.
Переможець визначався за підсумками голосування серед 140 тренерів національних команд світу. Кожен із тренерів визначав трійку найкращих футболістів, окрім співвітчизників. Перше місце оцінювалось у п'ять балів, друге — три бали, третє місце — 1 бал.

## Підсумки голосування
| №  | Гравець            | Клуб(и)             | Країна            | Очки |
| -- | ------------------ | ------------------- | ----------------- | ---- |
| 1  | Рівалдо            | Барселона           | Бразилія          | 543  |
| 2  | Девід Бекхем       | Манчестер Юнайтед   | Англія            | 194  |
| 3  | Габрієль Батістута | Фіорентіна          | Аргентина         | 79   |
| 4  | Зінедін Зідан      | Ювентус             | Франція           | 68   |
| 5  | Крістіан В'єрі     | Лаціо Інтер         | Італія            | 39   |
| 6  | Луїш Фігу          | Барселона           | Португалія        | 35   |
| 7  | Андрій Шевченко    | Динамо (Київ) Мілан | Україна           | 34   |
| 8  | Рауль              | Реал                | Іспанія           | 31   |
| 9  | Енді Коул          | Манчестер Юнайтед   | Англія            | 24   |
| 10 | Двайт Йорк         | Манчестер Юнайтед   | Тринідад і Тобаго | 19   |